# John McGovern (Fußballspieler)
John Prescott McGovern (* 28. Oktober 1949 in Montrose (Angus), Schottland) ist ein ehemaliger schottischer Fußballspieler und Fußballtrainer. Er wurde besonders durch seine Zeit beim englischen Erstligisten Nottingham Forest bekannt, mit dem er 1979 und 1980 den Europapokal der Landesmeister gewann.

## Spielerlaufbahn
John McGovern kam in Schottland zur Welt und zog im Alter von sieben Jahren gemeinsam mit seiner Familie nach Hartlepool in England. Dort begann er mit 16 Jahren seine Profikarriere bei Hartlepool United. Sein Entdecker war der gerade erst als Trainer zu Hartlepool gewechselte Brian Clough. Clough verließ 1967 wieder den Verein, doch in der folgenden Saison gelang McGovern mit seiner Mannschaft der Aufstieg in die dritte Liga. Anschließend folgte er 1968 seinem alten Trainer und wechselte zu Derby County.

## Derby County
Derby spielte in der zweiten Liga, McGovern schaffte in der ersten Saison mit seinem neuen Team den Sprung ins Oberhaus des englischen Fußballs. In den folgenden sechs Jahren profilierte er sich als Stammspieler in seinem neuen Verein und feierte in der Football League First Division 1971/72 seinen bislang größten Erfolg mit dem Gewinn der englischen Meisterschaft. Als Titelträger spielte er anschließend im Europapokal der Landesmeister 1972/73 und scheiterte dort erst im Halbfinale an Juventus Turin.
Im Jahr 1974 folgte er erneut seinem Trainer Brian Clough, der nach der Saison 1972/73 im Streit mit dem Vorstand Derby County verlassen hatte. Clough übernahm zur Saison 1974/75 den englischen Spitzenklub Leeds United und verpflichtete umgehend seinen Lieblingsspieler John McGovern. Die neue Saison mutierte zum Desaster, denn Brian Clough überwarf sich innerhalb weniger Wochen mit Vorstand, Mannschaft und Fans des neuen Vereins und wurde bereits kurz nach Beginn der Saison entlassen. Wieder folgte McGovern seinem Trainer, als dieser noch im Laufe der Saison den Trainerposten beim Zweitligisten Nottingham Forest übernahm. 

## Nottingham Forest
In der Saison 1976/77 gelang der Aufstieg in die erste Liga und gewann anschließend als Aufsteiger die englische Meisterschaft in der Football League First Division 1977/78. Es folgte die erfolgreichste Zeit in der Karriere McGoverns, denn in den beiden folgenden Jahren gelang der Triumph im Europapokal der Landesmeister 1978/79 und 1979/80. Jeweils reichte ein 1:0 über Malmö FF bzw. den Hamburger SV, um den Titel zu gewinnen. Zusätzlich gewann die Mannschaft 1978 und 1979 den englischen Ligapokal. Nach zwei weiteren Jahren entschloss sich der mittlerweile 33-jährige McGovern zu einem letzten Vereinswechsel und agierte die folgenden zwei Jahre als Spielertrainer bei den Bolton Wanderers.

## Bolton Wanderers
Die erste Spielzeit wurde ein völliger Misserfolg. Bolton stieg als Tabellenletzter in die dritte Liga ab, und auch in der folgenden Spielzeit reichte es in der Football League Third Division lediglich zu einem zehnten Tabellenplatz. In der Saison 1984/85 wurde McGovern noch während der laufenden Spielzeit entlassen und beendete damit auch seine Spielerkarriere.

## Trainerlaufbahn
Nachdem sein Start in die Trainerlaufbahn zunächst nicht von Erfolg gekrönt war, wechselte er als Assistenztrainer zu Plymouth Argyle und später zu Hull City. Erst 1994 übernahm er wieder einen Posten als Cheftrainer beim Drittligisten Rotherham United und verließ diesen Posten 1997, um für eine Saison den FC Woking zu trainieren. Anschließend übernahm er verschiedeneTrainerposten im Ausland, speziell im Jugendbereich.

## Erfolge

### Als Spieler
- Europapokalsieger der Landesmeister: 1979, 1980
- Supercup-Gewinner: 1979
- Englischer Meister: 1972, 1978
- Englischer Ligapokalsieger: 1978, 1979